# Genaro Rossi
Genaro Ariel Rossi (Rosario, Argentina; 7 de febrero de 2002) es un futbolista argentino. Juega de delantero y su equipo actual es el CA Colón de la Primera B Nacional, a préstamo desde Newell's Old Boys.

## Trayectoria
Rossi se formó en las inferiores del Newell's Old Boys. Debutó con el primer equipo el 28 de abril de 2022 en la derrota por 1-2 ante San Lorenzo. Firmó su primer contrato con el club el 3 de junio de ese año hasta el 2024.
De cara a la temporada 2024, Rossi fue cedido al Chaco For Ever de la Primera B Nacional.

## Estadísticas
Actualizado al último partido disputado el 29 de enero de 2023.
| Club                        | Div.          | Temporada     | Liga  | Liga  | Copas nacionales | Copas nacionales | Copas internacionales | Copas internacionales | Total | Total |
| Club                        | Div.          | Temporada     | Part. | Goles | Part.            | Goles            | Part.                 | Goles                 | Part. | Goles |
| --------------------------- | ------------- | ------------- | ----- | ----- | ---------------- | ---------------- | --------------------- | --------------------- | ----- | ----- |
| Newell's Old Boys Argentina | 1.ª           | 2022          | 18    | 0     | 3                | 1                | —                     | —                     | 21    | 1     |
| Newell's Old Boys Argentina | 1.ª           | 2023          | 1     | 0     | 0                | 0                | 0                     | 0                     | 1     | 0     |
| Newell's Old Boys Argentina | Total club    | Total club    | 19    | 0     | 3                | 1                | 0                     | 0                     | 22    | 1     |
| Total carrera               | Total carrera | Total carrera | 19    | 0     | 3                | 1                | 0                     | 0                     | 22    | 1     |